# Capçalera de Caldes
La Capçalera de Caldes, o circ de la Noguera de Tort, és un espai natural que es troba majoritàriament dins del Parc Nacional d'Aigüestortes i Estany de Sant Maurici i en part dins de la seva zona perifèrica de protecció. Pertany al terme municipal de la Vall de Boí, a l'Alta Ribagorça. El conjunt està inventariat com a zona humida amb 17 estanys de més de mitja hectàrea.

## Geografia
Aigües amunt de la Presa de Cavallers, punt de naixement de la Noguera de Tor, constitueix la capçalera de la vall principal de la Vall de Boí, o Vall de Caldes, i el seu extrem meridional. Es troba per sobre dels 1.783 metres, la seva superfície aproximada és de 25,3 km² i el seu perímetre té d'uns 23,2 km. Inclou els circs glacials dels vessants: oriental del Massís del Besiberri i meridional del Montardo, l'oriental Vall de Colieto i els barrancs que baixen per les vessant occidental de la Punta Alta de Comalesbienes. Al seu perímetre destaquen quatre tres mils: Pic de Comaloforno, Besiberri Sud, Besiberri Nord i Punta Alta de Comalesbienes; així com nombrosos pics per damunt del 2.700 metres. També cal remarcar els més de 16 estanys o grups d'estanys dins d'aquesta zona lacustre.

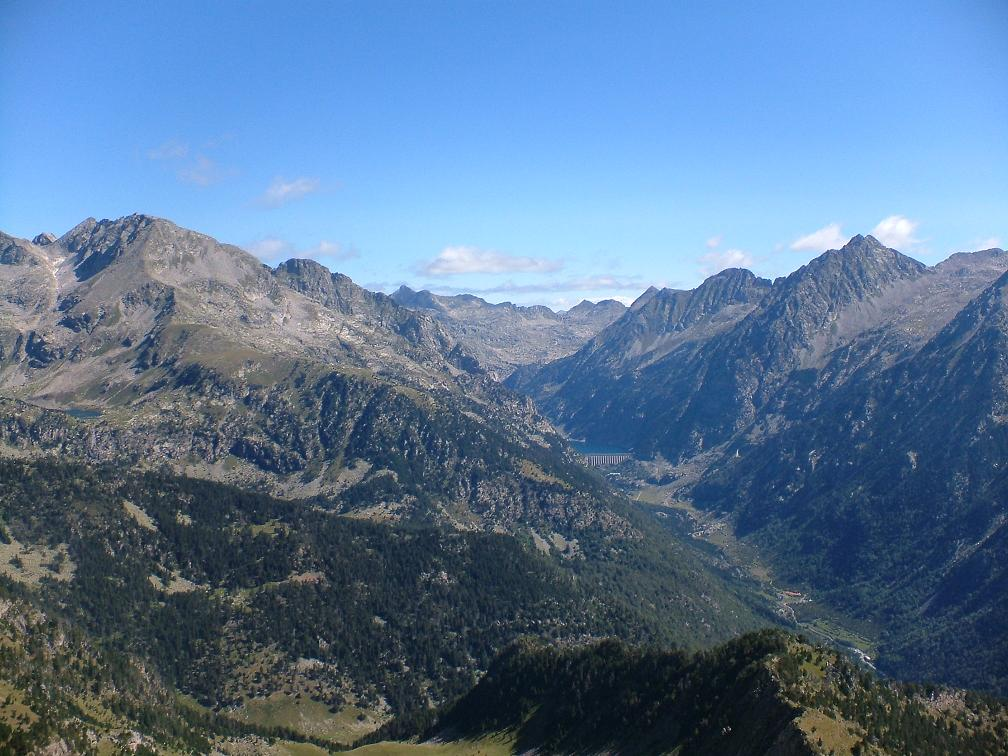
Ribera i Capçalera de Caldes vista des de l'Aüt.

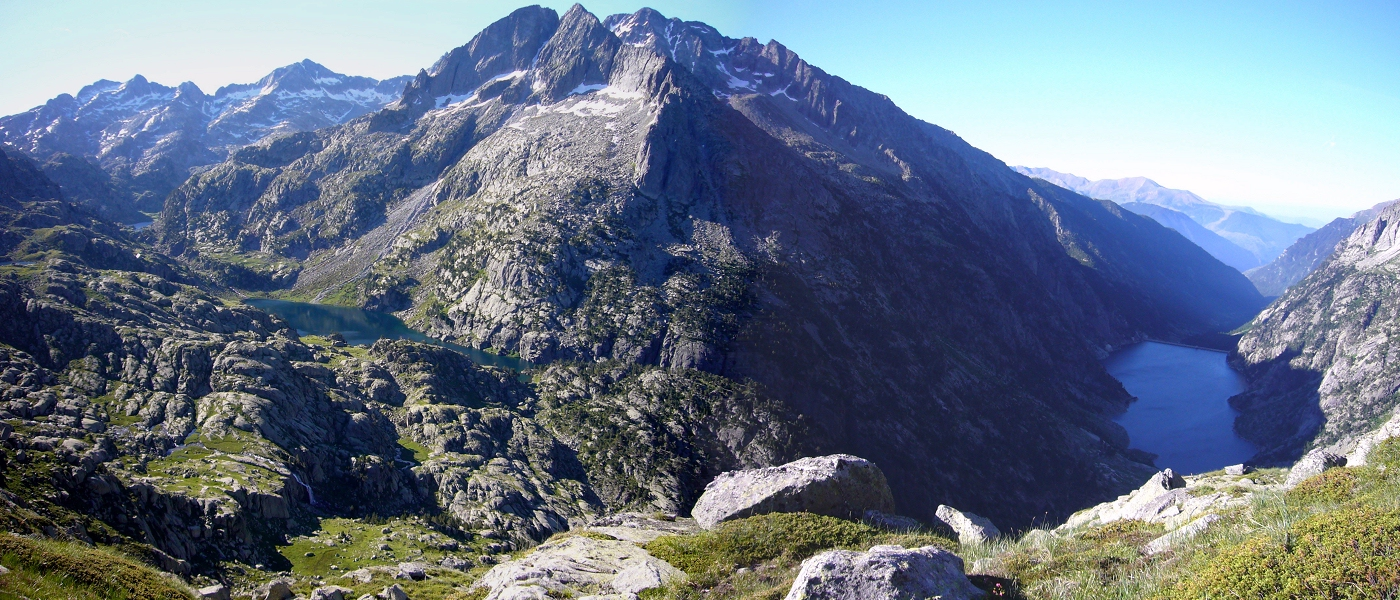
Estany Negre, Pantà de Cavallers i Pics de Comalesbienes, vistos des de l'Estany de Tumeneia de Dalt.

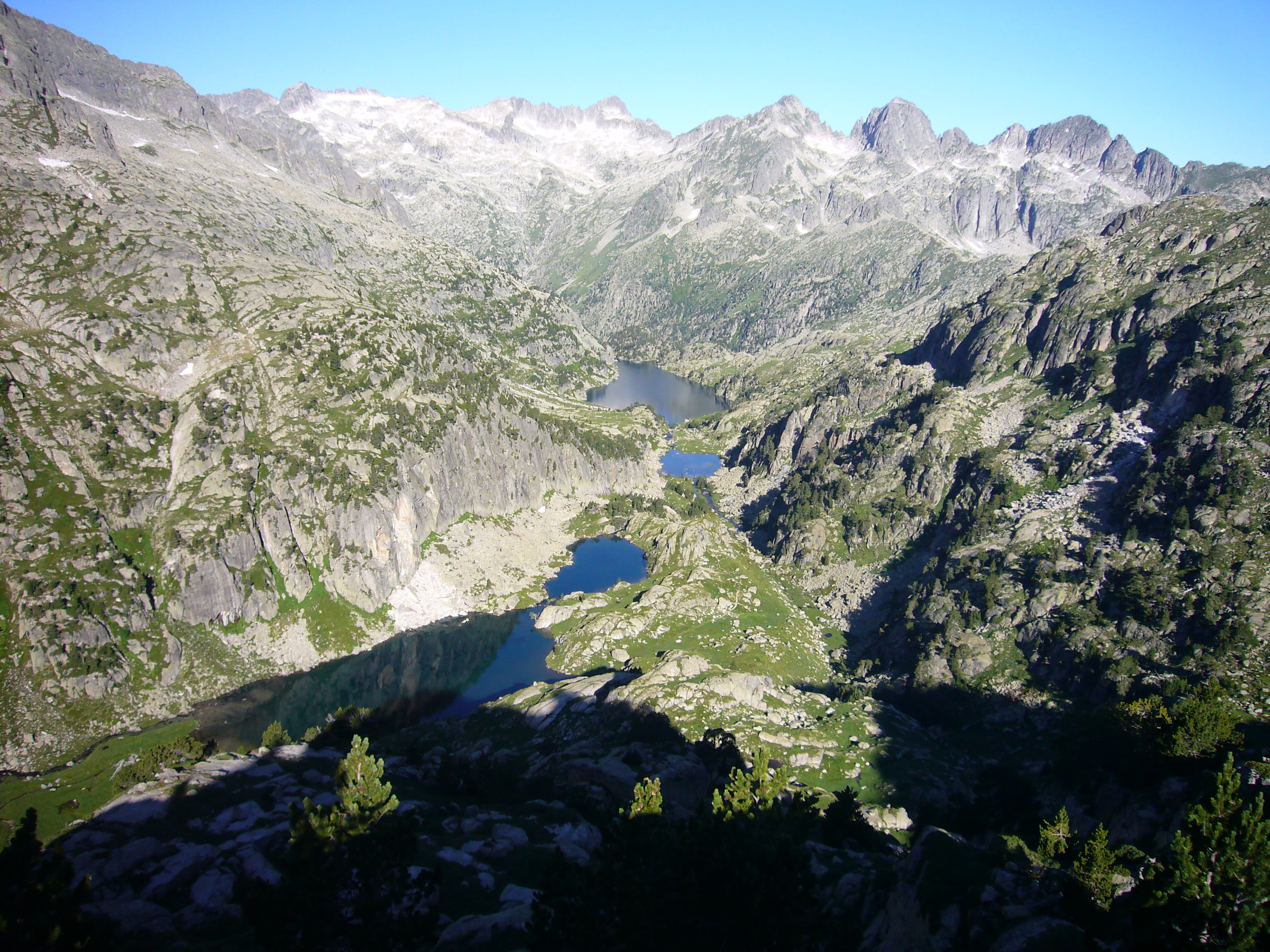
Estanys Gran de Colieto, de Colieto i Negre, vistos des del Bony dels Estanys de Colieto.

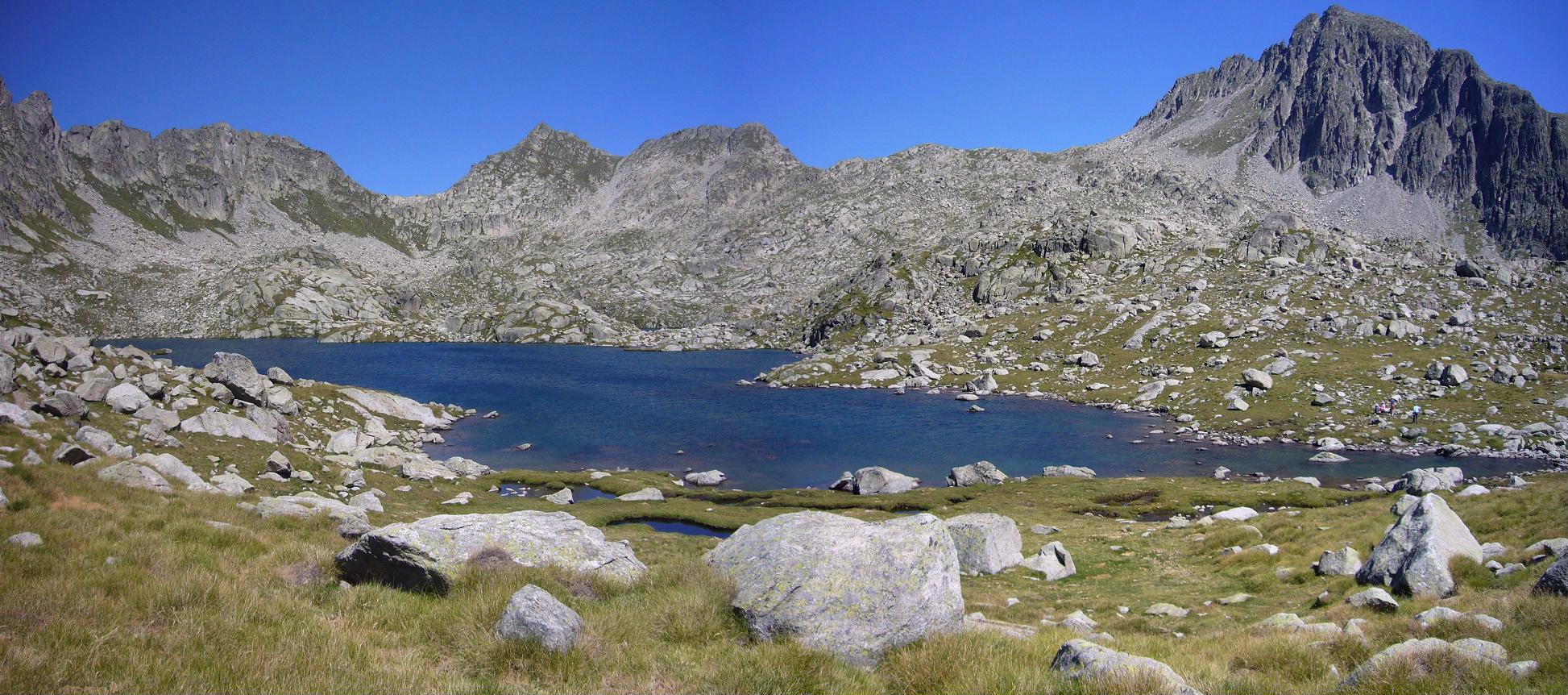
Estany de Mangades vist des de l'extrem sud-occidental (Imatge amb anotacions)

La Presa de Cavallers (1.783,9 m) constitueix el punt 2013d'entrada a la capçalera de la vall. Des de l'extrem occidental de la presa, limitant amb la part meridional de la vall, el Massís de Comalestorres remunta, direcció nord-oest, fins al Pic de Coma les Torres (2.811,9 m) i davalla després cap al Portell de Comaloforno (2,761 m). Poc després del coll, la carena vira cap a l'oest, per assolir el Pic de Comaloforno (3.029,2 m), sostre de la vall i del parc. Des d'aquest cim, el Massís del Besiberri, en el tram que discorra fins al Besiberri Sud (3.023,4 m), limitant a ponent amb la Vall de Llubriqueto, la carena vira al nord. Des del més meridional dels Besiberris, limitant ara amb la Vall de Besiberri, el massís prossegueix cap al nord, travessant el Pas de Trescazes (2.908 m) i coronant el Besiberri del Mig (2.995,9 m) i el Besiberri Nord (3.009,3 m). Limitant ara amb l'aranesa Vall de Vallarties, la Serra de Tumeneia pren un rumb que fluctua entre est-nord-est i nord-est, alternant pics i colls, travessa: Bretxa Peyta (2.765,5 m), Punta d'Harlé (2.885,0 m), Coll d'Harlé (2.728,4 m), Mussol de Tumeneia (2.832,3 m), el Pa de Sucre (2.862,6 m), Bretxa de Pauss (2.682,2 m), Tumeneia (2.783,1 m), Serra de Tumeneia, Coll de Tumeneia (2.603,8 m) i Tuc des Monges (2.698,6 m). Circumval·lant el Circ dera Restanca, situat al nord-oest, la serra davalla cap al Coret de Oelhacrestada (2.472,5 m), per finalment remuntar al Montardo Petit (2.781,4 m), situat al nord. Vorejant el septentrional Circ del Montardo, la cresta continua cap al sud-est per trobar les Agulhes deth Pòrt (2.658,2 m), que s'estenen cap a l'est, on es troba el Tuc de Ribereta (2.675,7 m). La cresta vira cap al Tuc deth Cap deth Pòrt de Caldes (2.671,4 m) al sud, delimitant, en aquest curt tram, l'oriental Ribèra de Ribereta. Limitant ara a llevant amb el Circ de Colomèrs de la Vall d'Aiguamog, la carena agafa direcció sud, descendeix al Port de Caldes (2.567,0 m), corona el Tuc del Port de Caldes (2.783,0 m) i travessa el Coll de Travessani (2.671,3 m) per trobar, al Pic Nord de Travessani (2.736,4 m), la intersecció amb la carena septentrional de la Vall de Colieto. La bifurcació de la carena, que tanca la vall per ponent, continua cap al Pic de Travessani (2.754,7 m) a l'oest, i per les Agulles de Travessani (2.733,0 m) direcció sud-oest després.
En l'extrem oriental de la presa, els contraforts pugen cap al Pic de Comalesbienes (2.993,3 m) a l'est, d'on es pot coronar la Punta Alta de Comalesbienes (3.014,0 m) al nord-est, que també està situada a la carena amb la Vall de Comalesbienes, la qual s'estén fins a trobar la carena meridional de la Vall de Colieto. Seguint cap al nord, el Coll Arenós (2.790,7 m) i el Cap Brau (2.831,2 m) es troben a mig camí dels Pics de Comalespada (2.831,6 i 2.830,2 m).
Fora de la carena que limita la capçalera i de la Vall de Colieto, tan sols cal remarcar tres elevacions: el Bony de l'Orri (2.363,2 m) a l'est del Pic de Comaloforno i del Pas de l'Ós (2.488,7 m), el Tossal Esbonllat (2.601,4 m) al sud-est de la Punta d'Harlé i del Pas dels Isards (2.745,6 m), i el Tuc de Roques Negres (2,498,1 m) que separa els estanys Cloto (SO) i Tumeneia de Dalt (NE).
En la part més septentrional de la capçalera es troben tres estanys: el del Port de Caldes (2.412 m), situat sota el port; el de Mangades (2.379 m), al sud-oest del primer, que l'hi desaigua; i el de Monges (2.418 m), situat sota el Coret de Oelhacrestada. Aquests dos últims, juntament amb l'Estany Clot (2.280 m), desaigüen cap a l'Estany de Travessani (2.247 m), situat al sud dels dos primers i a tocar del tercer a l'est. Aquest estany, que recull les aigües dels anteriors, desaigua cap al sud-est, al més oriental dels estanyets, que al voltant dels 2.230 metres, es troben en el Pletiu de Travessani. Els estanyets desaigüen cap al Barranc de les Llastres a l'est, excepte l'oriental que ho fa al sud, sota el Pletiu d'Estany Negre: a l'Estany Negre (2.134 m), epicentre d'aquesta zona lacustre i el lloc on la Vall de Colieto desaigua per occident; és en aquest lloc on s'alça el Refugi Joan Ventosa i Calvell (2.214 m). El Barranc de les Llastres, que travessa la zona rocosa de les Llastres de la Morta, recull també les aportacions dels estanys de Tumeneia de Baix (2.285 m) i de Tumeneia de Dalt (2.320 m). En el Pletiu de Riumalo, procedent de l'est, el Riuet d'Estany Negre rep pel nord-est les aportacions del Barranc de les Llastres i pel nord-nord-oest de l'Estany Cloto (2.350 m), creant multitud de meandres agafa direcció sud-oest. Procedent de l'oest-nord-oest, el Barranc de Malavesina, que neix en l'Estany de Malavesina (2.494 m) i que també recull les aigües de l'Estany Gelat de Comaloforno (2.683 m), conflueix amb el Riuet d'Estany Negre en l'extrem sud del Pletiu de Riumalo, on gira cap al sud, flanquejant per l'oest el Pletiu de l'Obaga. Al sud, l'Embassament de Cavallers (1.783 m), no solament emmagatzema les aportacions del riuet si no que també recull les dels barrancs i canals que el flanquegen per ambdues bandes: el de Comalestorres, que baixa per ponent de Comalestorres; i els de Comalespada, de Punta Alta, de l'Obaga de Cavallers i Fonda que ho fan per llevant.
|}

## Rutes
Nombroses són les rutes que creuen la Capçalera. Les més conegudes són:
- Estany Negre i Refugi Joan Ventosa i Calvell: des de la Presa de Cavallers, pel Pletiu de Riumalo, el Barranc de les Llastres i Pletiu d'Estany Negre.
- Pic de Comaloforno: des de l'extrem occidental de la Presa de Cavallers, via el Pas de l'Ós i l'Estany Gelat de Comaloforno.
- Besiberri Sud: des del Pletiu de Riumalo, pel barranc i l'Estany de Malavesina.
- Besiberri del Mig: des del Pletiu de Riumalo, pel Barranc de Malavesina, l'Estany de Malavesina i el Pas de Trescazes.
- Besiberri del Mig: des del Pletiu de Riumalo, pel Barranc de Malavesina, l'Estany de Malavesina, la Bretxa Peyta i el Pas de Trescazes.
- Besiberri Nord: des del Pletiu de Riumalo, pel Barranc de Malavesina, l'Estany de Malavesina i la Bretxa Peyta.
- Vall de Valarties per la Bretxa Peyta: des del Pletiu de Riumalo, pel Barranc de Malavesina i l'Estany de Malavesina.
- Estanys de Tumeneia: des del Refugi Joan Ventosa i Calvell, per la riba meridional de l'Estany de Travessani.
- Vall de Valarties pel Coll d'Harlé: des del Refugi Joan Ventosa i Calvell, via la riba meridional de l'Estany de Travessani, els Estanys de Tumeneia i l'Estany Cloto. Des del coll es poden atacar la Punta d'Harlé, el Mussol de Tumeneia i el Pa de Sucre.
- Vall de Valarties per la Bretxa de Pauss: des del Refugi Joan Ventosa i Calvell, via la riba meridional de l'Estany de Travessani, els Estanys de Tumeneia i l'Estany Cloto. Des del coll es poden atacar el Pa de Sucre i el Tumeneia.
- Vall de Valarties pel Coll de Tumeneia: des del Refugi Joan Ventosa i Calvell, via la riba meridional de l'Estany de Travessani i la riba septentrional de l'Estany de Tumeneia de Baix. Aquesta coincideix amb la variant de l'etapa, de la travessa Carros de Foc, que uneix els refugis Joan Ventosa i Calvell i de la Restanca. Des del coll es pot atacar el Tumeneia.
- Vall de Valarties pel Coret de Oelhacrestada. Hi ha quatre variants depenent per quines ribes es voregin els diferents estanys del recorregut. La variant més comuna surt del Refugi Joan Ventosa i Calvell, passa entre els estanys de Travessani i Clot, després entre els de Mangades i Monges. Aquesta és la ruta normal de l'etapa, de la travessa Carros de Foc, que uneix els refugis Joan Ventosa i Calvell i de la Restanca. Des del coll es poden atacar el Tuc de Monges i el Montardo.
- GR 11.18: La gran ruta uneix el Coret de Oelhacrestada amb el Port de Caldes. En aquest cas la ruta coincideix amb la de la travessa Carros de Foc que comunica el Refugi de la Restanca amb el de Colomèrs.
- Vall d'Aiguamog pel Port de Caldes: des del Refugi Joan Ventosa i Calvell, passant entre els estanys de Travessani i Clot. Des del coll es poden atacar el Tuc deth Cap deth Pòrt de Caldes i el Tuc del Port de Caldes.
- Vall d'Aiguamog pel Pòrt de Colomèrs: des del Refugi Joan Ventosa i Calvell, via l'Estany Gran de Colieto i l'Estany Tort de Colieto.
- La Creu de Colomèrs: des del Refugi Joan Ventosa i Calvell, via l'Estany Gran de Colieto i l'Estany Tort de Colieto.
- Vall de Contraix pel Collet de Contraix: des del Refugi Joan Ventosa i Calvell, passant per l'Estany Gran de Colieto. Aquesta és també la ruta de la travessa Carros de Foc, que uneix els refugis Joan Ventosa i Calvell i d'Estany Llong.
- Pic de Contraix: seguint la ruta del Collet de Contraix i atacant el pic des de la base de l'última rampa que puja al coll.
- Estany Blau de Colieto: seguint la ruta del Collet de Contraix fins a mig camí, on s'agafa direcció sud.
- Punta Alta de Comalesbienes: des del Refugi Joan Ventosa i Calvell, via l'Estany Gran de Colieto, Estany de la Roca i Coll Arenós.